# Rudice (district d'Uherské Hradiště)
Pour les articles homonymes, voir Rudice.
Rudice (en allemand : Ruditz) est une commune du district d'Uherské Hradiště, dans la région de Zlín, en Tchéquie. Sa population s'élevait à 427 habitants en 2020.

## Géographie
Rudice se trouve à 18 km à l'est d'Uherské Hradiště, à 20 km au sud-sud-est de Zlín, à 84 km à l'est-sud-est de Brno et à 264 km au sud-est de Prague.
La commune est limitée par Biskupice et Luhačovice au nord, par Bojkovice et Záhorovice à l'est, par Šumice au sud, et par Uherský Brod à l'ouest.

## Histoire
La première mention écrite du village date de 1350.